# João Vitor de Souza Martins
João Vitor de Souza Martins, mais conhecido como João Vitor (João Pessoa, 31 de março de 1998), é um futebolista brasileiro que atua como volante. Atualmente defende o Avaí.

## Carreira
João Vitor começou a sua carreira no futebol em 2016, com 16 anos, jogando nas categorias de base do CSP. Sempre despontou por atuar na posição de volante na qual foi lançado disputando a Copa São Paulo de Futebol Júnior em 2017 e 2018.
Em 2019 sofreu uma tentativa de latrocínio ao levar um tiro em sua cabeça, ficando afastado do futebol por mais de um ano e voltando aos gramados apenas no ano de 2020 aonde começou a trabalhar novamente sua carreira como atleta. Com ajuda do treinador da equipe do CSP recuperou a confiança se destacou abrindo espaço e tendo passagens por Primavera, Caldense e Operário-PR até chegar e se firmar no Vila Nova onde fez uma grande temporada chamando atenção de vários clubes. Por sua vez o Avaí demonstrou grande interesse no atleta que assinou contrato para a temporada de 2025 onde disputaria o Campeonato Catarinense de Futebol se sagrando campeão deste ano e também estará disputando o Campeonato Brasileiro de Futebol de 2025 - Série B. 

## Títulos

### Clubes
CSP
- Campeonato Paraibano de Futebol - 2021 - Segunda Divisão

Avaí
- Campeonato Catarinense: 2025[2]

1. ↑  «Jogador Supera tiro». Globo Esporte
2. ↑  «Avaí 1 x 1 Chapecoense | Campeonato Catarinense: melhores momentos». ge. Consultado em 22 de março de 2025